# Myrmeleon niger
Myrmeleon niger là một loài côn trùng trong họ Myrmeleontidae thuộc bộ Neuroptera. Loài này được Linnaeus in Afzelius & Linnaeus miêu tả năm 1823.